# Югошув
Югошув (пол. Jugoszów) — село в Польщі, у гміні Образув Сандомирського повіту Свентокшиського воєводства.
Населення — 176 осіб (2011).
У 1975—1998 роках село належало до Тарнобжезького воєводства.

## Демографія
Демографічна структура на день 31 березня 2011 року:
|          | Загалом | Допрацездатний вік | Працездатний вік | Постпрацездатний вік |
| -------- | ------- | ------------------ | ---------------- | -------------------- |
| Чоловіки | 83      | 12                 | 56               | 15                   |
| Жінки    | 93      | 20                 | 45               | 28                   |
| Разом    | 176     | 32                 | 101              | 43                   |